# Championnats d'Europe d'aviron 2024
Navigation
Bled 2023 Plovdiv 2025
Les Championnats d'Europe d'aviron 2024, 81e édition des Championnats d'Europe d'aviron, ont lieu du 25 au 28 avril 2024 à Szeged, en Hongrie.
Les championnats d'Europe de para-aviron se tiennent également pendant cette compétition.
L'organisation de l'épreuve avait été initialement confié en 2019 à Sabaudia en Italie mais le nouveau maire de Sabaudia a décidé unilatéralement de dissoudre le comité d'organisation en 2022.

## Podiums
- Catégories non-olympiques (ou paralympiques)

### Hommes
| Épreuves                         | Or | Or            | Argent | Argent        | Bronze | Bronze        |
| -------------------------------- | --- | ------------- | --- | ------------- | --- | ------------- |
| Skiff M1x                        | Oliver Zeidler (GER) | 7 min 38 s 47 | Stefanos Ntouskos (GRE) | 7 min 41 s 36 | Giedrius Bieliauskas (lt) (LTU) | 7 min 43 s 35 |
| Deux de pointe M2-               | Grande-Bretagne- Oliver Wynne-Griffith - Thomas George | 7 min 1 s 54  | Roumanie- Florin Arteni (en) - Florin Lehaci (en) | 7 min 3 s 88  | Suisse- Roman Röösli - Andrin Gulich | 7 min 6 s 50  |
| Deux de couple M2x               | Roumanie- Andrei-Sebastian Cornea - Marian Enache | 6 min 44 s 55 | Espagne- Aleix García (en) - Rodrigo Conde (en) | 6 min 51 s 07 | Allemagne- Jonas Gelsen (de) - Marc Weber (en) | 6 min 51 s 49 |
| Quatre de pointe M4-             | Grande-Bretagne- Oliver Wilkes (en) - David Ambler (en) - Matt Aldridge (en) - Freddie Davidson (en)                                                                                       | 6 min 17 s 63 | Italie- Matteo Lodo - Giovanni Abagnale - Giuseppe Vicino - Nicholas Kohl (es) | 6 min 20 s 27 | France- Thibaud Turlan (en) - Guillaume Turlan (en) - Benoît Brunet - Téo Rayet | 6 min 22 s 86 |
| Quatre de couple M4x             | Italie- Nicolò Carucci (en) - Andrea Panizza - Luca Chiumento (en) - Giacomo Gentili | 6 min 3 s 93  | Suisse- Dominic Condrau (es) - Jan Jonah Plock (es) - Scott Bärlocher (es) - Maurin Lange (es) | 6 min 4 s 66  | Pologne- Dominik Czaja - Mateusz Biskup - Mirosław Ziętarski - Fabian Barański | 6 min 5 s 33  |
| Huit M8+                         | Grande-Bretagne- Sholto Carnegie (en) - Rory Gibbs (en) - Morgan Bolding (en) - Jacob Dawson - Charles Elwes - Thomas Digby (en) - James Rudkin - Thomas Ford - Harry Brightmore (barreur) | 5 min 52 s 90 | Allemagne- Benedict Eggeling (de) - Laurits Follert - Olaf Roggensack - Mattes Schönherr (de) - Max John (es) - Torben Johannesen - Wolf-Niclas Schröder (de) - Hannes Ocik - Jonas Wiesen (de) (barreur) | 5 min 55 s 23 | Roumanie- Mihăiță Țigănescu - Ciprian Tudosă - Constantin Adam (en) - Mugurel Semciuc - Florin Arteni (en) - Sergiu Bejan (en) - Ștefan Berariu - Florin Lehaci (en) - Adrian Munteanu (en) (barreur) | 5 min 56 s 11 |
| Poids légers                     | |               | |               | |               |
| Skiff poids légers LM1x          | Niels Torre (en) (ITA) | 7 min 41 s 72 | Marlon Colpaert (es) (BEL) | 7 min 54 s 83 | Baptiste Savaete (FRA) | 7 min 55 s 10 |
| Deux de pointe poids légers LM2− | Autriche- Konrad Hultsch (es) - Paul Ruttmann (de) | 7 min 11 s 59 | Hongrie- Bence Szabó - Kálmán Furkó (es) | 7 min 20 s 75 | Moldavie- Dmitrii Zincenco (es) - Nichita Naumciuc (es) | 7 min 33 s 80 |
| Deux de couple poids légers LM2x | Suisse- Jan Schäuble (de) - Raphaël Ahumada (de) | 6 min 47 s 56 | Italie- Stefano Oppo Gabriel Soares | 6 min 49 s 83 | Norvège- Lars Benske (es) - Ask Jarl Tjørn (es) | 6 min 50 s 06 |

### Femmes
| Épreuves                         | Or | Or            | Argent | Argent        | Bronze | Bronze          |
| -------------------------------- | --- | ------------- | --- | ------------- | --- | --------------- |
| Skiff W1x                        | Jovana Arsić (en) (SRB) | 8 min 23 s 42 | Alexandra Föster (en) (GER) | 8 min 28 s 16 | Alice Prokešová (es) (CZE) | 8 min 34 s 97   |
| Deux de pointe W2-               | Roumanie- Ioana Vrînceanu - Roxana Anghel | 7 min 52 s 05 | Grèce- Evangelia Anastasiadou (en) - Christína Boúrbou | 8 min 0 s 87  | Croatie- Ivana Jurković - Josipa Jurković | 8 min 3 s 13    |
| Deux de couple W2x               | Norvège- Thea Helseth (es) - Inger Kavlie (de) | 7 min 39 s 42 | Lituanie- Donata Karalienė - Dovilė Rimkutė (en) | 7 min 41 s 50 | Roumanie- Nicoleta-Ancuța Bodnar - Simona Radiș | 7 min 43 s 66   |
| Quatre de pointe W4-             | Grande-Bretagne- Helen Glover - Esme Booth - Samantha Redgrave - Rebecca Shorten | 6 min 53 s 95 | Roumanie- Mădălina Bereș - Maria Lehaci - Maria-Magdalena Rusu - Amalia Bereș                                                                                            | 6 min 55 s 47 | Pays-Bas- Maartje Damen (es) - Nika Vos (nl) - Ilse Kolkman (de) - Willemijn Mulder (es) | 6 min 58 s 23   |
| Quatre de couple W4x             | Grande-Bretagne- Lauren Henry - Hannah Scott - Lola Anderson - Georgina Brayshaw | 6 min 41 s 19 | Ukraine- Nataliya Dovgodko - Kateryna Dudchenko (en) - Daryna Verkhogliad (en) - Anastasiya Kozhenkova                                                                   | 6 min 43 s 02 | Allemagne- Maren Völz - Lisa Gutfleisch (es) - Leonie Menzel - Pia Greiten | 6 min 46 s 63   |
| Huit W8+                         | Roumanie- Maria-Magdalena Rusu - Roxana Anghel - Adriana Adam - Maria Tivodariu - Mădălina Bereș - Amalia Bereș - Ioana Vrînceanu - Simona Radiș - Victoria-Ștefania Petreanu (barreuse) | 6 min 32 s 00 | Grande-Bretagne- Heidi Long - Rowan McKellar - Holly Dunford - Eve Stewart - Lauren Irwin - Emily Ford - Harriet Taylor - Annie Campbell-Orde - Henry Fieldman (barreur) | 6 min 35 s 16 | Italie- Giorgia Pelacchi (es) - Linda De Filippis (es) - Alice Gnatta (es) - Aisha Rocek (en) - Alice Codato (es) - Silvia Terrazzi (es) - Elisa Mondelli (es) - Veronica Bumbaca (es) - Emanuele Capponi (es) (barreur) | 6 min 37 s 41   |
| Poids légers                     | |               | |               | |                 |
| Skiff poids légers LW1x          | Alena Furman (???) | 8 min 32 s 17 | Margaret Cremen (en) (IRL) | 8 min 42 s 96 | Kristýna Neuhortová (es) (CZE) | 8 min 49 s 89   |
| Deux de couple poids légers LW2x | Roumanie- Gianina van Groningen - Ionela Cozmiuc | 7 min 29 s 63 | Grèce- Dímitra Kontoú - Zoí Fítsiou | 7 min 31 s 94 | Italie- Valentina Rodini - Silvia Crosio (en) | 7 h 33 min 73 s |

### Handisport
| Épreuves                               | Or | Or             | Argent                                                                                                  | Argent         | Bronze | Bronze        |
| -------------------------------------- | --- | -------------- | --- | -------------- | --- | ------------- |
| Skiff hommes PR1 PR1M1x                | Roman Polianskyi (UKR)                                                                                           | 9 min 38 s 87  | Giacomo Perini (en) (ITA)                                                                               | 9 min 43 s 51  | Benjamin Pritchard (GBR)                                                                                       | 9 min 48 s 87 |
| Skiff femmes PR1 PR1W1x                | Birgit Skarstein (NOR)                                                                                           | 10 min 52 s 40 | Manuela Diening (de) (GER)                                                                              | 10 min 55 s 67 | Nathalie Benoit (FRA)                                                                                          | 11 min 5 s 27 |
| Deux de couple mixte PR2 PR2Mix2x      | Grande-Bretagne- Gregg Stevenson - Lauren Rowles                                                                 | 9 min 15 s 19  | Allemagne- Jasmina Bier - Paul Umbach                                                                   | 9 min 28 s 60  | Ukraine- Anna Aisanova - Iaroslav Koiuda                                                                       | 9 min 28 s 98 |
| Deux de couple mixte PR3 PR3Mix2x      | Grande-Bretagne- Samuel Murray - Annabel Caddick                                                                 | 7 min 55 s 26  | Allemagne- Hermine Krumbein - Jan Helmich (de)                                                          | 7 min 56 s 99  | Ukraine- Dariia Kotyk - Stanislav Samoliuk                                                                     | 8 min 1 s 50  |
| Quatre avec barreur mixte PR3 PR3Mix4+ | Grande-Bretagne- Francesca Allen - Joshua O'Brien - Giedrė Rakauskaitė - Edward Fuller - Erin Kennedy (barreuse) | 7 min 35 s 67  | France- Candyce Chafa - Rémy Taranto - Grégoire Bireau - Margot Boulet - Émilie Acquistapace (barreuse) | 7 min 48 s 53  | Italie- Carolina Foresti - Tommaso Schettino - Marco Frank - Greta Elizabeth Muti - Enrico D'Aniello (barreur) | 8 min 5 s 24  |

## Tableau des médailles
| Rang  | Nation | Or | Argent | Bronze | Total |
| Total | Total  | -  | -      | -      | -     |
| ----- | ------ | -- | ------ | ------ | ----- |